# Métodos de integração
No cálculo integral, os métodos ou técnicas de integração são procedimentos analíticos utilizados para encontrar antiderivadas de funções. Algumas das técnicas mais conhecidas são as de integração por substituição, partes, e frações parciais.

## Integração por substituição
Considere a seguinte integral:
{\displaystyle \int f(g(x))g'(x)dx}
A técnica de integração por substituição consiste em aplicar a mudança de variáveis {\displaystyle u=g(x)}. Desta forma, {\displaystyle du=g'(x)dx} o que, substituindo na integral acima, fornece:
{\displaystyle \int f(u)du}
Esta técnica é consequência da regra da cadeia para derivadas.

### Exemplo
Considere-os:
{\displaystyle \int {\frac {2x}{x^{2}+5}}\,dx}
Tomando {\displaystyle u=x^{2}+5}, temos {\displaystyle du=2x\,dx}. Segue que:
{\displaystyle \int {\frac {2x}{x^{2}+5}}\,dx=\int {\frac {du}{u}}=\ln |u|+C=\ln |x^{2}+5|+C}.

## Integração por partes
A técnica de integração por partes é uma consequência da regra do produto para derivadas. Ela estabelece que:
{\displaystyle \int u(x)\,dv=u(x)v(x)-\int v(x)\,du}.
Para integrais definidas, a fórmula análoga é:
{\displaystyle \int _{a}^{b}u(x)v'(x)\,\mathrm {d} x={\Bigl [}u(x)v(x){\Bigr ]}_{a}^{b}-\int _{a}^{b}u'(x)v(x)\,\mathrm {d} x}

### Exemplo
Considere a integral definida:
{\displaystyle \int _{1}^{2}x\ln(x)\,\mathrm {d} x}.
Tomando:
{\displaystyle {\begin{aligned}u=\ln(x)&\Rightarrow du={\frac {1}{x}}dx\\dv=xdx&\Rightarrow v={\frac {x^{2}}{2}}+C\end{aligned}}}
Seque, da integração por partes que:
{\displaystyle \int _{1}^{2}x\ln(x)\,\mathrm {d} x=\left[{\frac {x^{2}}{2}}\ln(x)\right]_{1}^{2}-{\frac {1}{2}}\int _{1}^{2}x\,\mathrm {d} x=2\ln(2)-{\frac {3}{4}}}.

## Substituições trigonométricas
As substituições trigonométricas são muitas vezes úteis para calcular integrais contendo expressões da forma {\displaystyle {\sqrt {a^{2}-x^{2}}}}, {\displaystyle {\sqrt {a^{2}+x^{2}}}}, ou {\displaystyle {\sqrt {x^{2}-a^{2}}}}. Nestes casos, as substituições sugeridas são:
| Expressão                             | Substituição                      | Elemento infenitesimal                      | Expressão resultante                                 |
| ------------------------------------- | --------------------------------- | ------------------------------------------- | ---------------------------------------------------- |
| {\displaystyle {\sqrt {a^{2}-x^{2}}}} | {\displaystyle x=a{\text{sen }}u} | {\displaystyle dx=a\cos u\,du}              | {\displaystyle {\sqrt {a^{2}-x^{2}}}=a\cos u}        |
| {\displaystyle {\sqrt {a^{2}+x^{2}}}} | {\displaystyle x=a{\text{tg }}u}  | {\displaystyle dx=a\sec ^{2}u\,du}          | {\displaystyle {\sqrt {a^{2}+x^{2}}}=a\sec u}        |
| {\displaystyle {\sqrt {x^{2}-a^{2}}}} | {\displaystyle x=a\sec u}         | {\displaystyle dx=a\sec u{\text{tg }}u\,du} | {\displaystyle {\sqrt {x^{2}-a^{2}}}=a{\text{tg }}u} |

### Exemplo
Considere a integral {\displaystyle \int {\sqrt {16-x^{2}}}dx}. Usando a substituição {\displaystyle x=4{\text{sen }}\theta }, obtem-se {\displaystyle dx=4\cos \theta \ d\theta }. Segue que:
{\displaystyle {\begin{aligned}\int {\sqrt {16-x^{2}}}dx&=\int {\sqrt {16(1-{\text{sen}}^{2}\theta )}}4\cos \theta \ d\theta \\&=16\int \cos ^{2}\theta \ d\theta \end{aligned}}}.
A integral de cosseno ao quadrado pode ser calculada utilizando integração por partes, tomando:
{\displaystyle u=cos\theta }, {\displaystyle dv=cos\theta },
temos:
{\displaystyle {\begin{aligned}\int \cos ^{2}\theta \ d\theta &=\cos \theta {\text{sen }}\theta +\int {\text{sen}}^{2}\theta \ d\theta \\&=\cos \theta {\text{sen }}\theta +\int d\theta -\int \cos ^{2}\theta \ d\theta \end{aligned}}}
{\displaystyle \Rightarrow \int \cos ^{2}\theta \ d\theta ={\frac {\cos \theta {\text{sen }}\theta }{2}}+{\frac {\theta }{2}}}
Daí, segue que:
{\displaystyle \int {\sqrt {16-x^{2}}}dx=16\left({\frac {\cos \theta {\text{sen }}\theta }{2}}+{\frac {\theta }{2}}\right)}
Da substituição feita {\displaystyle x=4{\text{sen }}\theta } concluímos que:
{\displaystyle \int {\sqrt {16-x^{2}}}dx={\frac {x{\sqrt {16-x^{2}}}}{2}}+8{\text{arc sen }}{\frac {x}{4}}+C}
onde, {\displaystyle C} é uma constante indeterminada.

## Integração por frações parciais
A técnica de frações parciais é utilizada para o cálculo de integrais de funções racionais. Considere:
{\displaystyle \int {\frac {P(x)}{Q(x)}}\,dx}
onde, {\displaystyle P(x)} e {\displaystyle Q(x)} são polinômios. Notamos que, por divisão de polinômios, encontrar polinômios {\displaystyle S(x)} e {\displaystyle R(x)} tais que:
{\displaystyle {\frac {P(x)}{Q(x)}}=S(x)+{\frac {R(x)}{Q(x)}}}
sendo {\displaystyle R(x)} um polinômio de grau menor que {\displaystyle Q(x)}.
O método segue da fatoração de {\displaystyle Q(x)} em polinômios irredutíveis, i.e. escrevemos:
{\displaystyle Q(x)=(a_{1}x+b_{1})^{l_{1}}\cdots (a_{n}x+b_{n})^{l_{n}}(c_{1}x^{2}+d_{1}x+e_{1})^{p_{1}}\cdots (c_{m}x^{2}+d_{m}x+e_{m})^{p_{m}}}.
Com isso, podemos encontrar constantes {\displaystyle A_{1,1},\ldots ,A_{n,l_{1}\cdots l_{n}}}, {\displaystyle B_{1,1},\ldots ,B_{m,p_{1}\cdots p_{n}}} e {\displaystyle C_{1,1},\ldots ,C_{m,p_{1}\cdots p_{n}}} tais que:
{\displaystyle {\frac {R(x)}{Q(x)}}=\sum _{k=0}^{l_{1}-1}{\frac {A_{1,k}}{(a_{1}x+b_{1})^{l1-k}}}+\cdots +\sum _{k=0}^{l_{n}-1}{\frac {A_{n,k}}{(a_{n}x+b_{n})^{l_{n}-k}}}+\sum _{k=0}^{p_{1}-1}{\frac {B_{1,k}x+C_{1,k}}{(c_{1}x^{2}+d_{1}x+e_{1})^{p_{1}-k}}}+\cdots +\sum _{k=0}^{p_{m}-1}{\frac {B_{m,k}x+C_{m,k}}{(c_{m}x^{2}+d_{m}x+e_{m})^{p_{m}-k}}}}.
Em resumo, temos:
{\displaystyle \int {\frac {P(x)}{Q(x)}}\,dx=\int S(x)\,dx+\int {\frac {R(x)}{Q(x)}}\,dx}
que consiste na integração do polinômio {\displaystyle S(x)} e de uma série de funções racionais das formas {\displaystyle {\frac {A}{(ax+b)^{l}}}} ou {\displaystyle {\frac {Bx+C}{(cx^{2}+dx+e)^{p}}}}. As integrais destas, por sua vez, podem ser calculadas pelos métodos de integração discutidos acima.

### Exemplo
Considere:
{\displaystyle \int {\frac {1}{x^{2}-5x}}\,dx}
Temos {\displaystyle Q(x)=x^{2}-5x=x(x-5)}, logo:
{\displaystyle {\frac {1}{x^{2}-5x}}={\frac {A}{x}}+{\frac {B}{x-5}}}
donde encontramos que {\displaystyle 1=A(x-5)+Bx}, i.e. {\displaystyle A=-1/5} e {\displaystyle B=1/5}. Daí:
{\displaystyle {\begin{aligned}\int {\frac {1}{x^{2}-5x}}\,dx&=-{\frac {1}{5}}\int {\frac {dx}{x}}+{\frac {1}{5}}\int {\frac {dx}{x-5}}&=-{\frac {1}{5}}\ln |x|+{\frac {1}{5}}\ln |x-5|+C&={\frac {1}{5}}\ln \left|{\frac {x-5}{x}}\right|+C\end{aligned}}}